# Golden Lady Company
La Golden Lady Company S.p.A. è un'azienda italiana specializzata nella produzione di calze.
Nasce nel 1966 a Castiglione delle Stiviere. Cresce attraverso l'acquisizione di marchi nazionali ed esteri della calzetteria e intimo, tra cui Omsa, Sisi, Filodoro, Philippe Matignon, e i marchi americani No-Nonsense e Hue.
Golden Lady Company conta oggi 14 stabilimenti dislocati in Italia, Serbia e Stati Uniti con una produzione di oltre 400 milioni di calze l'anno, esportate in 70 paesi del mondo. Il Gruppo è leader del mercato italiano e detiene quote significative nei principali mercati europei.

## Storia
Nel 1966 nasce a Castiglione delle Stiviere (MN) il Calzificio Golden Lady S.a.s. fondato dai fratelli Arnaldo e Nerino Grassi, che lasciano l'attività molitoria della famiglia per diventare imprenditori nel settore della calzetteria femminile, aprendosi le porte anche del mercato tedesco. Il gruppo prosegue poi negli anni Ottanta e il successivo decennio anche tramite l'acquisto dell'azienda SiSi.
Il gruppo punta al segmento medio alto del comparto con l'acquisizione nei primi anni novanta dell'italiana Omsa, mentre con Kaiser-Roth Corporation, leader del mercato americano con i marchi No-Nonsense e Hue, entra nel settore statunitense.
Con l'acquisto di Filodoro S.p.A. (2003), il gruppo incorpora sia le strutture produttive sia i relativi marchi Filodoro, NY legs e il top di gamma Philippe Matignon.
Nel 2016, a seguito di una scissione di ramo d'azienda, la parte retail (Goldenpoint) si è separata formando una nuova società, Goldenpoint S.p.a.

## Struttura attuale
Il gruppo è caratterizzato da una forte connotazione industriale, determinata dallo sviluppo di una struttura produttiva completamente verticalizzata che va dalla produzione dei filati al confezionamento del prodotto finito. La struttura produttiva del gruppo è costituita da 13 stabilimenti, di cui 7 in Italia, 2 in Serbia e 4 negli Usa. Complessivamente il gruppo impiega circa settemila dipendenti.
Il gruppo si è poi rivolto, in seguito a una contrazione dei consumi, al mercato dell'Est Europa e della Russia. Contemporaneamente è stata completata la filiera produttiva con l'attivazione di due impianti di filatura e l'introduzione di impianti tecnologicamente più avanzati. Nel 2012 il gruppo ha quindi ceduto lo stabilimento di Faenza ad "ATL Group" per la reindustrializzazione dell'area produttiva con riassorbimento della manodopera.

## Aziende del gruppo
- Golden Lady: è il marchio principale dell'azienda
- Omsa: è un marchio specializzato nella produzione di calze femminili, dal 1992 è di proprietà del gruppo Golden Lady Company
- Sisi: è un marchio specializzato nella produzione di calze ed intimo femminile
- Filodoro: produce calze femminili e maschili
- Philippe Matignon: è un marchio che offre calze prestigiose di fascia alta
- NY Legs: è un marchio che produce calze per un target giovanile
- Hue: produce calze dedicate ad un pubblico maschile
- Arwa: produce calze femminili